# Malacognostis termatias
Malacognostis termatias är en fjärilsart som beskrevs av Edward Meyrick 1926. Malacognostis termatias ingår i släktet Malacognostis och familjen plattmalar. Inga underarter finns listade i Catalogue of Life.